# 遠野警察署
遠野警察署（とおのけいさつしょ）は、岩手県警察が管轄する16ある警察署の一つである。識別章所属表示はSL。

## 管轄区域
- 遠野市

## 組織
- 署長
- 副署長
- 警務課
  - 警務係
  - 警察安全相談係
  - 被害者支援係
  - 留置管理係
  - 会計係
- 刑事生活安全課
  - 生活安全係
  - 刑事係
  - 鑑識係
- 地域課
  - 地域企画指導係
  - 自動車警ら班
- 交通課
  - 交通係
- 警備課
  - 警備係

## 交番・駐在所
括弧内は読み方及び所在地を表す。
- 遠野駅前（とおのえきまえ）交番（遠野市新穀町5-7）
- 青笹（あおざさ）駐在所（遠野市青笹町青笹11地割3-8）
- 綾織（あやおり）駐在所（遠野市綾織町下綾織且の鼻38-1）
- 上郷（かみごう）駐在所（遠野市上郷町板沢11地割4-22）
- 達曽部（たっそべ）駐在所（遠野市宮守町達曽部25地割41）
- 土淵（つちぶち）駐在所（遠野市土淵町土淵7地割13-4）
- 鱒沢（ますざわ）駐在所（遠野市宮守町下鱒沢34地割6-13）
- 宮守（みやもり）駐在所（遠野市宮守町下宮守29地割62-10）